# Setina flavicans
Setina flavicans is een vlinder uit de familie van de spinneruilen (Erebidae), onderfamilie beervlinders (Arctiinae). De wetenschappelijke naam van de 
soort is voor het eerst geldig gepubliceerd in 1836 door Geyer.
Deze nachtvlinder komt voor in Europa.